# Anisodes suffusaria
Anisodes suffusaria là một loài bướm đêm trong họ Geometridae.